# Cangue

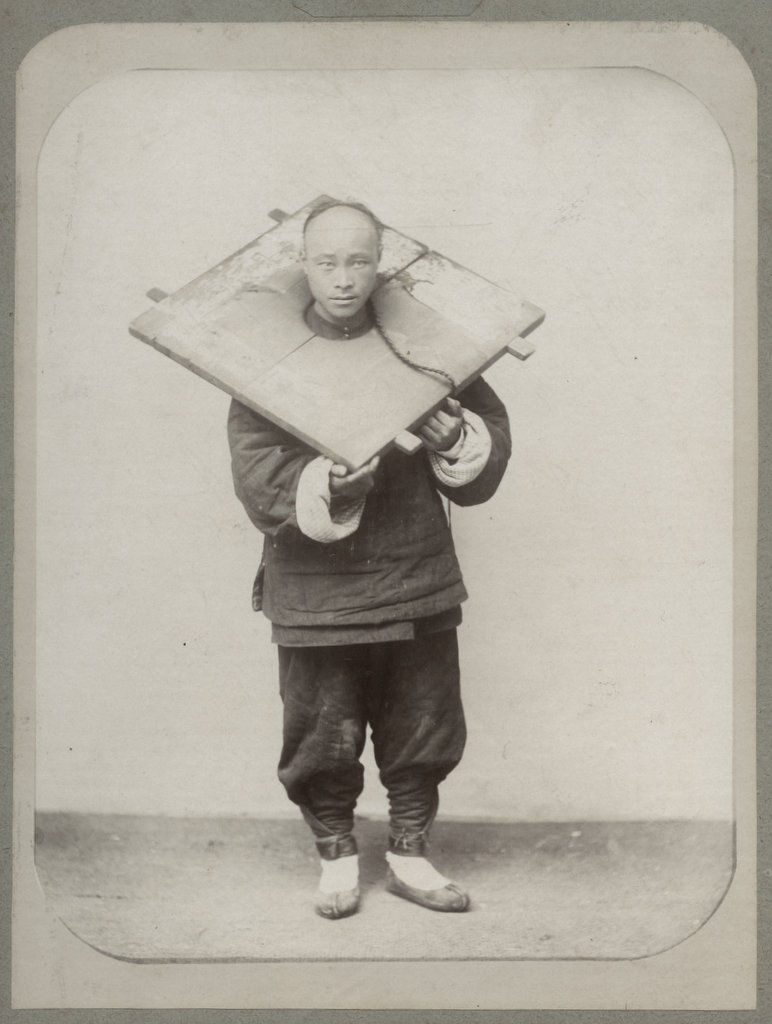

Un cangue (/kæŋ/) o tcha és un dispositiu que es va utilitzar per a la humiliació pública i el càstig corporal a l'Àsia Oriental i en alguns indrets del sud-est asiàtic fins als primers anys del segle xx. La paraula cangue és d'origen francès, i deriva del portuguès canga, que significa jou. Es traca d'un mètode de tortura similar al càstig europeu del costell, excepte que el moviment de les mans del pres no estava tan rigorosament restringit i que la junta del cangue no estava fixada a una base i havia de ser transportada pel pres. Com que restringia els moviments, era habitual que les persones que portaven cangues morissin de gana en no poder alimentar-se.

## Tipus
Tot i que hi ha formes diferents, un cangue típic consistiria en un tauler pla gran i pesat amb un forat al centre prou gran per al coll d'una persona. El tauler constava de dues peces que es tancaven al voltant del coll del presoner i després es tancaven al llarg de les vores mitjançant panys o frontisses. L'obertura del centre era prou gran perquè el pres respirés i mengés, però no prou com perquè el cap s'escapolís. La mida i sobretot el pes variaven en funció de la gravetat del càstig. El Gran Codi Ming (大明律), publicat el 1397, especificava que un cangue s'havia de fer de fusta assecada i pesar 25, 20 o 15 jins (斤), aproximadament entre 9 i 15 kg, en funció de la naturalesa del delicte. Sovint, el cangue era prou gran perquè el presoner necessités ajuda per menjar o beure, ja que amb les mans no podia arribar-se a la boca ni tan sols estirar-les.

### Gàbia

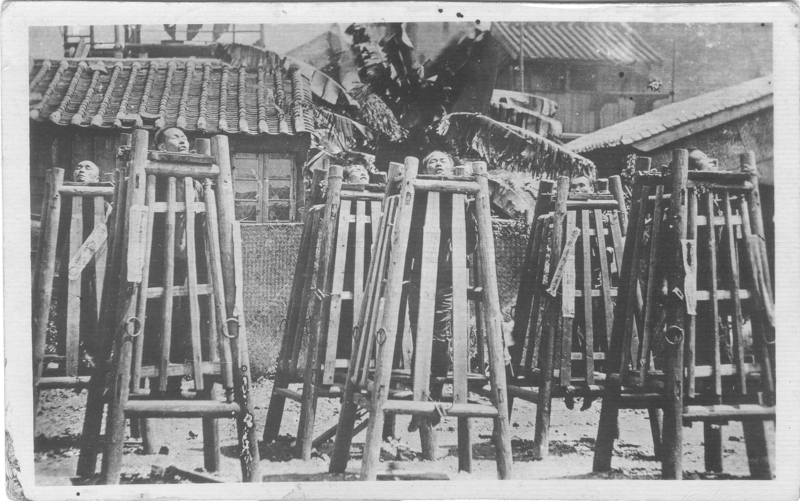
Execució després de la Rebel·lió dels bòxers (1900)

El cangue es col·locava damunt d'una gàbia, de manera que els peus del presoner no poguessin tocar el terra. Els suports es col·locaven sota els peus inicialment, de manera que es pogués mantenir sense pressió al coll. A poc a poc, els suports s'anaven eliminant, fet que comportava que el cangue anés escanyant lentament el presoner.

### Ritual
Històricament els cangues s'utilitzaven en rituals de penitència en la religió tradicional xinesa. Aquests cangues s'assemblaven als tradicionals de fusta tot i que podien ser també de paper. De manera similar al seu ús com a dispositiu de tortura i humiliació pública, els penitents escrivien els seus pecats a la pissarra i desfilaven per la ciutat fins a arribar al temple perquè els seus pecats fossin redimits. Sovint es cremava el cangue. La venda de cangues era una font important d'ingressos per als temples xinesos i continua essent-ho a Taiwan. La venda de cangues rituals falsos per part dels plebeus es va criminalitzar durant la dinastia Qing.